# Petra Barnés González
Petra Barnés González (Madrid, 9 de abril de 1908 - 1992) fue una de las pioneras españolas en el campo de la química. Fue seleccionada para trabajar en el laboratorio del Instituto Nacional de Física y Química, durante la Edad de Plata

## Reseña biográfica
Petra Barnés tuvo tres hermanas (Dorotea, Adela y Ángela), y tres hermanos (Urbano, Franciso y Juan). Sus padres, Dorotea González y Francisco Barnés Salinas, que eran institucionistas, procuraron que sus hijas estudiaran igual que sus hijos. Francisco Barnés Salinas fue catedrático de historia del Instituto-Escuela, diputado en 1931 y ministro de instrucción pública y bellas artes, en 1933, con el gobierno de Manuel Azaña, y después, en 1936 en el de Santiago Casares Quiroga primero y, después, con José Giral.

### Hermanas Barnés

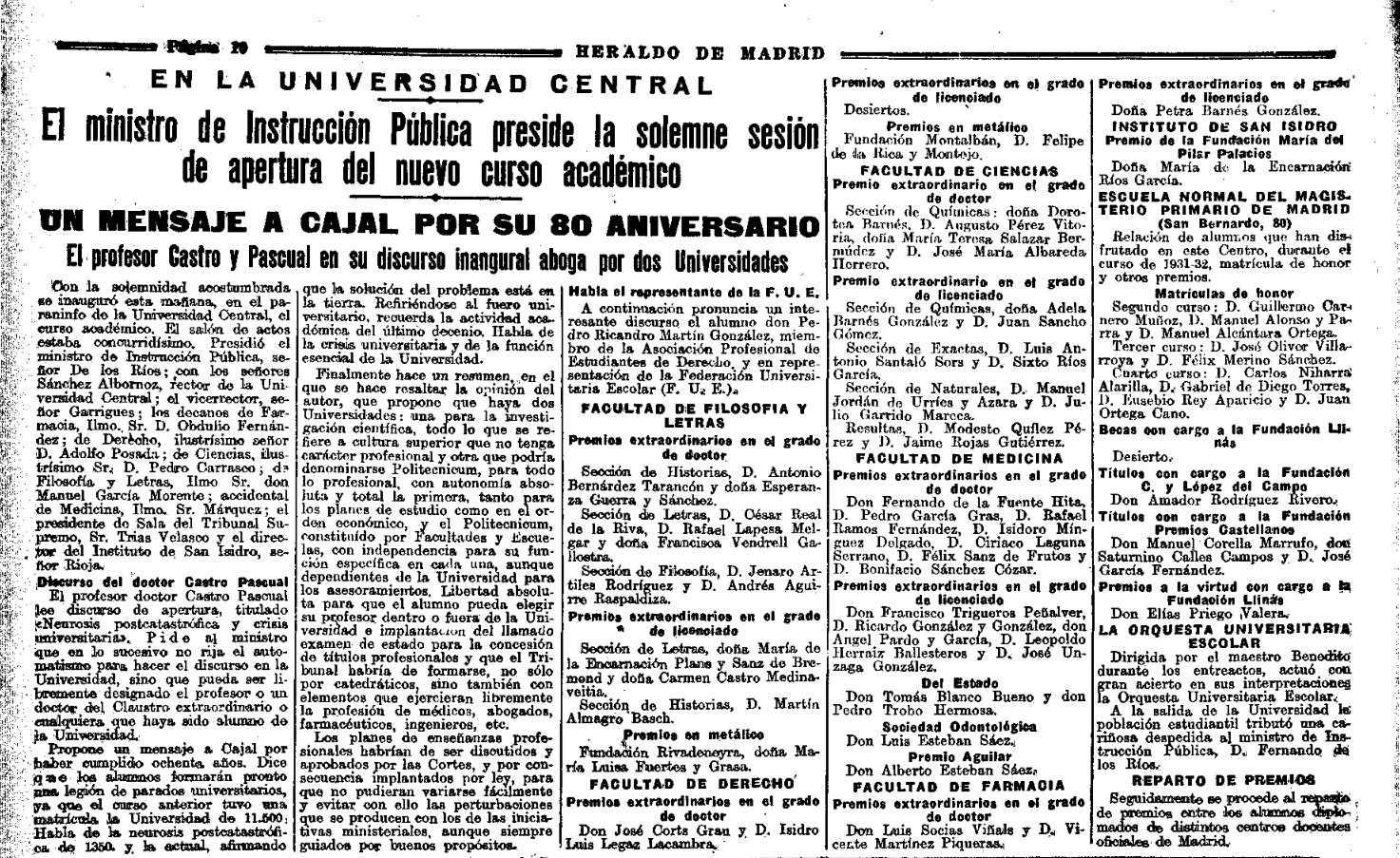
El Heraldo informa de los premios doctorados y licenciaturas Teresa Salazar y hermanas Barnés

Las cuatro hermanas Barnés cursaron estudios universitarios: Dorotea y Adela se licenciaron en química, Petra en farmacia y Ángela en filología árabe.
Petra fue alumna del Instituto-Escuela desde el tercer curso de secundaria. Cursó los estudios de farmacia, licenciándose en 1932, con premio extraordinario de licenciatura, de lo que se daba cumplida noticia en la prensa. Petra fue profesora encargada de curso en el Instituto-Escuela, durante 1931 a 1933. Compaginó su trabajo en la Universidad Central con el del laboratorio Instituto Nacional de Física y Química.

#### Ángela Barnés González
Ángela Barnés González ( Ávila, 1913 - Sanlúcar de Barrameda. 12 de agosto de 2010) obtuvo el premio extraordinario en la licenciatura de filología árabe en 1932. Participó en el Crucero universitario por el Mediterráneo de 1933. El 30 de mayo de 1936 defendió su tesis doctoral. La guerra truncó su carrera.

### Exilio
La guerra civil española y la dictadura franquista le obligaron a exiliarse, eligiendo México como lugar de residencia, a donde llegó en 1939 con su marido, Francisco Giral, y con sus dos hijos, Ángela y Francisco Giral Barnés. En su ficha de entrada se hace constar que era farmacéutica y maestra.

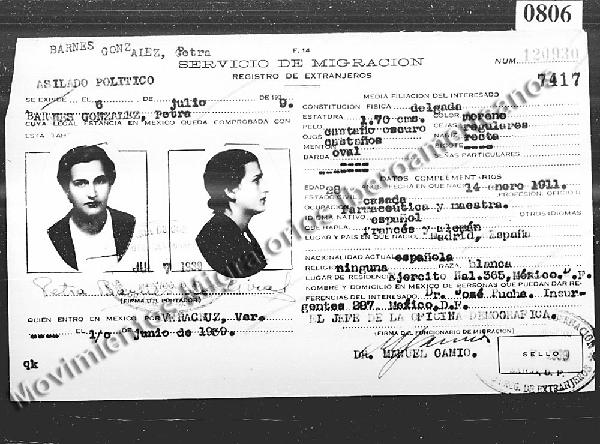
Petra Barnés González ficha documento de migración y asilo

 El matrimonio eligió el exilio en México, porque allí ambos tenían trabajo en el laboratorio del Centro Politécnino Nacional.
Juntos descubrieron la fórmula de la giralgenina.
El 15 de abril de 2009, en la presentación del “Ni tontas ni locas”, se rindió homenaje a las hermanas Barnés dedicándoles el acto.